# Giang Tây
Giang Tây (tiếng Trung: 江西; bính âm: Jiāngxīⓘ; Wade–Giles: Chiang1-hsi1; tiếng Cám: Kongsi) là một tỉnh nằm ở đông nam Cộng hòa Nhân dân Trung Hoa. Năm 2018, Giang Tây là tỉnh đông thứ mười ba về số dân, đứng thứ mười sáu về kinh tế Trung Quốc với 46,4 triệu dân, tương đương với Tây Ban Nha và GDP đạt 2.198 tỉ NDT (332,2 tỉ USD) tương ứng với Colombia hay Philippines.
Giang Tây trải dài từ bờ Trường Giang ở phía bắc đến các khu vực cao hơn ở phía nam và phía đông, tỉnh có ranh giới giáp với An Huy ở phía bắc, Chiết Giang ở phía đông bắc, Phúc Kiến ở phía đông, Quảng Đông ở phía nam, Hồ Nam ở phía tây, và Hồ Bắc ở phía tây bắc. Tên gọi "Giang Tây" bắt nguồn từ tên một đạo dưới thời Nhà Đường được lập vào năm 733, Giang Nam Tây đạo (江南西道, đạo phía tây Giang Nam). Giản xưng của Giang Tây là Cám (赣), theo tên sông Cám chảy từ phía nam lên phía bắc tỉnh rồi đổ vào Trường Giang. Giang Tây cũng được gọi là "Cám Bà đại địa" (贛鄱大地) nghĩa là "vùng đất lớn của sông Cám và hồ Bà Dương".

## Lịch sử
Vào thời kỳ nhà Hạ và nhà Thương ở Trung Nguyên, địa bàn Giang Tây thuộc văn minh Trường Giang cổ đại, độc lập với văn minh Hoàng Hà cổ đại, đây là một nền văn minh nông nghiệp và phát triển về đồng điếu, là vùng bắt đầu có nền văn minh lúa gạo đầu tiên trên thế giới (huyện Vạn Niên ở Giang Tây đã có lịch sử trồng lúa khoảng 12.000 năm).. Cư dân tại Giang Tây khi đó là người Bách Việt.
Vào thời Xuân Thu, phần phía bắc của tỉnh Giang Tây ngày nay nằm trên biên giới phía tây của nước Ngô. Trong thời kỳ này, sử sách có ghi lại hai điểm định cư tại Giang Tây là Ngải (艾) và Phan 番, sau viết là 潘). Sau khi nước Việt chinh phạt nước Ngô vào năm 477 TCN, nước Sở đã nắm quyền kiểm soát bắc bộ Giang Tây. Nước Sở chinh phục nước Việt vào năm 333 TCN, song bản thân nó lại bị nước Tần thôn tính vào năm 223 TCN.
Sau khi thống nhất Trung Quốc, triều đình Nhà Tần đã lập nên Cửu Giang quận bao trùm phần lớn Giang Tây, trị sở của quận này nay thuộc Thọ huyện tại tỉnh An Huy, bảy huyện thuộc quận này được thiết lập tại vùng thuộc Giang Tây ngày nay. Tuy nhiên, Cửu Giang quận hoạt động không hiệu quả và đã chấm dứt tồn tại ngay sau khi Nhà Tần sụp đổ.
Khoảng năm 202 TCN, thời Hán Cao Tổ, triều đình Nhà Hán đã thiết lập Dự Chương quận (sông Cám trước đây gọi là sông Dự Chương), trị sở của quận này đặt tại Nam Xương (ý là "Xương đại nam cường" và "Nam phương xương thịnh"), đây cũng là quận đầu tiên mà các triều đại Trung Quốc thiết lập riêng cho Giang Tây. Dự Chương quản lý 18 huyện, cương vực đại thể tương đương với Hồ Nam ngày nay. Các thành phố lớn tại Giang Tây hiện nay là Nam Xương, Cống Châu, Cát An đã được phát triển từ các huyện thành vào thời gian đó. Dưới thời Hán Vũ Đế, toàn quốc được chia thành 13 châu, Dự Chương quận được quy thuộc Dương châu. Thời Tam Quốc, Giang Tây thuộc quyền quản lý của Đông Ngô. Năm 291 SCN, vào thời Tây Tấn, Giang Tây được nâng thành một châu riêng là Giang châu (江州). Thời Nam-Bắc triều, Giang Tây nằm dưới quyền kiểm soát của các Nam triều.
Thời nhà Tùy, triều đỉnh sửa đổi chế độ châu huyện thành chế độ châu quận huyện, trên địa phận Giang Tây lúc đó có bảy quận và 24 huyện. Dưới thời Nhà Đường, các quận bị bãi bỏ và đều trở thành "châu", Giang Tây khi đó có 8 châu (Hồng châu, Nhiêu châu, Kiền châu, Cát châu, Giang châu, Viên châu, Phủ châu, Tín châu) và 37 huyện. Năm Trinh Quán thứ nhất thời Đường Thái Tông, toàn quốc được chia thành 10 đạo, Giang Tây thuộc Giang Nam đạo. Đến năm 733, Đường Huyền Tông điều chỉnh thành 15 đạo, tám châu trên địa phận Giang Tây lệ thuộc Giang Nam Tây đạo. Tên gọi "Giang Tây" cũng bắt nguồn từ đạo này

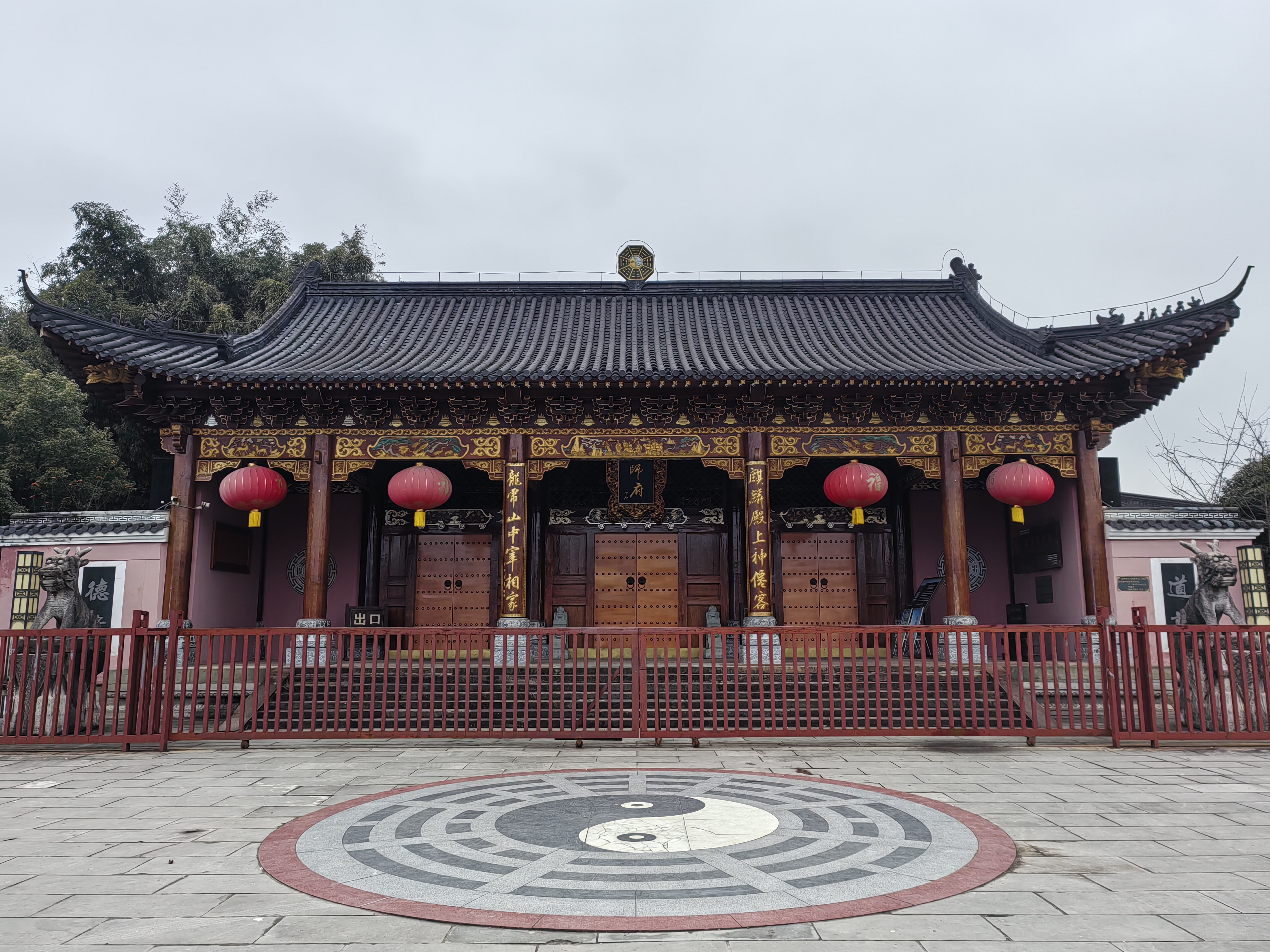
Tự Hán Thiên Sư phủ (嗣汉天师府), hình thành từ thời Bắc Tống

Sau khi Nhà Đường sụp đổ vào năm 907, Trung Quốc bị phân liệt trong thời Ngũ Đại Thập Quốc. Đầu tiên, Giang Tây thuộc nước Ngô, sau đó thuộc nước Nam Đường. Cả hai nước đều đặt quốc đô ở Nam Kinh ngày nay, ở xa về phía hạ lưu Trường Giang. Năm Giao Thái thứ nhất, Nam Đường Nguyên Tông Lý Cảnh quyết định thiết lập nam đô tại Hồng châu, vì thế đã thăng Hồng châu thành Nam Xương phủ.
Đến thời Nhà Tống, đơn vị trên cấp châu được chuyển thành lộ, khu vực Giang Tây có 9 châu, 4 quân, 68 huyện, đại bộ phận lệ thuộc Giang Nam Tây lộ, song có một bộ phận lệ thuộc Giang Nam Đông lộ.
Vào thời Nhà Nguyên, triều đình thiết lập Giang Tây đẳng xứ hành trung thư tỉnh (江西等处行中书省), địa hạt bao trùm tuyệt đại bộ phận Giang Tây ngày nay (một bộ phận phía đông bắc lệ thuộc Giang Chiết đẳng xứ hành trung thư tỉnh) và phần lớn tỉnh Quảng Đông hiện nay. Các hành tỉnh thời Nguyên được chia thành các lộ, trực lệ châu, châu và huyện. Tại Giang Tây, có 13 lộ là Long Hưng, Cát An, Nam Khang, Cống Châu, Kiến Xương, Giang Châu, Bam An, Thụy Châu, Viên Châu, Lâm Giang, Phủ Châu, Nhiêu Châu, Tín Châu cùng hai trực lệ châu là Nam Phong và Duyên Sơn, cùng với 48 huyện, 16 huyện cấp châu. Từ thời Trung Đường trở đi, Giang Tây đã có bước phát triển lớn về kinh tế và văn hóa. Vào thời ba triều Tống, Nguyên, Minh, Giang Tây là một trong các tỉnh phồn vinh nhất Trung Quốc. Điều này thể hiện trong nông nghiệp như sản xuất lương thực hay thủ công nghiệp như đồ sứ và các khía cạnh kinh tế khác.

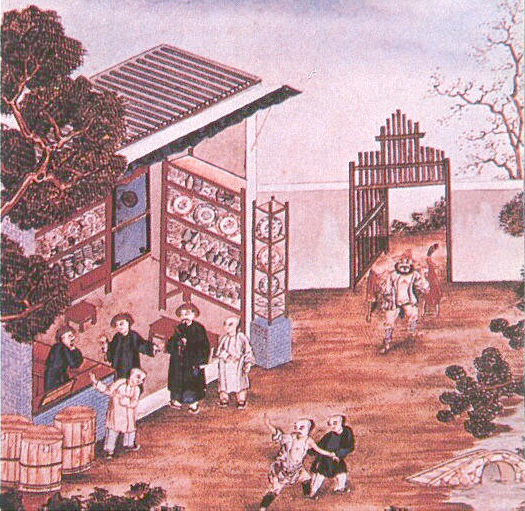
Buôn bán đồ sứ tại Cảnh Đức Trấn thời Nhà Thanh

Bản đồ các khu Xô viết tại Trung Quốc cùng cuộc Vạn lý Trường chinh (1934-1935)

Đến thời Nhà Minh, về cơ bản vẫn giữ lại chế độ hành chính thời Nguyên, song đổi hành trung thư tỉnh thành bố chính sứ ti, đổi lộ thành phủ và đổi châu thành huyện. Giang Tây bố chính sử ti về cơ bản tương đương với Giang Tây ngày nay, có thẩm quyền đối với 13 phủ là Nam Xương, Thụy Châu, Nhiêu Châu. Nam Khang, Cửu Giang, Quảng Tín, Phủ Châu, Kiến Xương, Cát An, Viên Châu, Lâm Giang, Cống Châu, Nam An; các phủ được chia tiếp thành 78 huyện. Sau khi Quảng Đông tách thành một bố chính sứ ti riêng, ranh giới của Giang Tây từ đó có rất ít thay đổi. Khi đó, các cơ quan hành chính tối cao là Thừa tuyên bố chính sứ ti, đề hình án sát sứ ti, dô chỉ huy sứ ti, tam ti phân biệt do triều đình trung ương trực tiếp kiểm soát, phân quyền cai trị. Ngoài ra, còn có ba địa vị phiên vương (Ninh vương, Hoài vương và Ích vương) phân phong tại Giang Tây, lần lượt tại Nam Xương phủ, Nhiêu Châu phủ (Bà Dương), và Kiến Xương phủ (Nam Thành).
Đến thời Nhà Thanh, triều đình đổi Giang Tây bố chính sứ ti thành Giang Tây tỉnh, cơ bản vẫn thi hành chế độ hành chính của Nhà Minh. Tăng thêm ba huyện cấp thính là Liên Hoa tại Cát An phủ, Đồng Cổ tại Nam Xương phủ, Kiền Nam tại Cám Châu phủ đồng thời thăng Ninh Đô huyện thành châu trực thuộc tỉnh. Người đứng đầu các tỉnh thời Thanh là tuần phủ, bên dưới là các chức vụ thừa tuyên bố chính sứ ti và đề hình án sát sứ ti, phụ trách các vấn đề về dân chính, tài chính và giám sát tư pháp.
Thời kỳ Minh Thanh, Giang Tây nằm trên tuyến giao lộ nam-bắc rất phồn thịnh giữa Quảng Đông và lưu vực Trường Giang, khiến các thành thị của Giang Tây dọc theo tuyến đường này cũng có được sự phồn vinh. Đồng thời, do chính sách "Giang Tây điền Hồ Quảng" và "Hồ Quảng điền Tứ Xuyên", cư dân Giang Tây đã di cư đến các tỉnh có mật độ dân số thấp như Hồ Nam, Hồ Bắc, Quảng Đông, Quảng Tây, Vân Nam và Quý Châu. Trong thời gian này, hình thành thương bang "Giang Hữu", đứng thứ 3 trong thập đại thương bang trên toàn quốc. Đồng thời, Cảnh Đức trấn là một trong tứ đại danh trấn trên toàn quốc.
Thời kỳ Trung Hoa Dân Quốc, các phủ, châu và thính đều được chuyển thành huyện, Giang Tây khi đó có tổng cộng 81 huyện. Đến năm 1926, quân Bắc phạt tiến đến và đồn trú tại Nam Xương, chính thức thành lập thành phố Nam Xương. Năm 1934, huyện Vụ Nguyên của An Huy được sáp nhập vào Giang Tây, đến năm 1947 lại trả cho An Huy, đến năm 1949 lại nhập vào Giang Tây. Ngay 1 tháng 8 năm 1927, tại Giang Tây nổ ra khởi nghĩa Nam Xương, khởi đầu Nội chiến Trung Quốc. Sau đó, trên địa phận Giang Tây và các tỉnh lân cận, Cộng sản đảng đã thiết lập căn cứ địa cách mạng Tĩnh Cương Sơn, căn cứ địa cách mạng Tương-Việt-Cám, căn cứ địa cách mạng Mân-Chiết-Cám, căn cứ địa cách mạng Tương-Ngạc-Cám và căn cứ địa cách mạng Trung ương.
Năm 1931, Cộng sản đảng đã tuyên bố thành lập Cộng hòa Xô viết Trung Hoa tại Thụy Kim, đổi tên Thụy Kim thành Thụy Kinh, đây là thủ đô của chính phủ trung ương, được gọi là "Hồng sắc thủ đô" hoặc "Hồng đô". Trong thời gian chế độ này hoạt động, chính phủ trung ương đã ban hành hiến pháp, phát hành tiền tệ, thiết kế quốc kỳ, và gọi các khu vực do mình kiểm soát là khu Xô viết (苏区, Tô khu). Do Quốc Dân đảng giành được thắng lợi trong cuộc đàn áp cộng sản lần thứ 5, chính phủ trung ương của Cộng hòa Xô viết Trung Hoa đã buộc phải sơ tán khỏi khu Xô viết Trung ương Giang Tây từ tháng 10 năm 1934. Năm 1933, chính phủ Quốc dân tại Nam Xương của Quốc Dân đảng đã phát động Tân sinh hoạt vận động, về sau lan rộng trên toàn quốc. Năm 1936, sau khi thông tuyến đường sắt Việt-Hán đi từ Quảng Đông đến Hồ Nam, Giang Tây đã mất vị thế quan trọng là nằm trên trục giao thông bắc-nam. Năm 1937, khi tuyến đường sắt Chiết-Cám thông xe, Giang Tây đã có sự thay đổi lớn về bố trí giao thông và thành thị.
Năm 2005, tuyến đường sắt Kinh-Cửu từ Bắc Kinh đến Hồng Kông đã khai thông kết nối nam-bắc Giang Tây, đẩy nhanh sự phát triển của khu vực đồi núi phía nam tỉnh. Năm 2005, việc thông xe tuyến đường sắt Cám-Long-Hạ đã chấm dứt tình trạng "hồng sắc cố đô" Thụy Kim không có đường sắt, thực hiện nguyện vọng trong phương lược kiến quốc của Tôn Trung Sơn trong việc xây dựng tuyến đường sắt nối giữa Phúc Kiến và Giang Tây.

## Địa lý

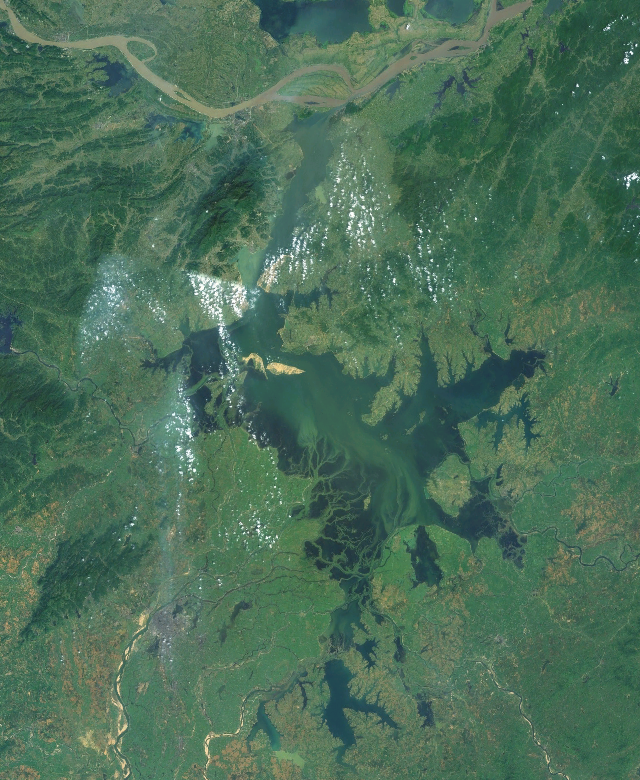
Ảnh vệ tinh hồ Bà Dương, hồ nước ngọt lớn nhất Trung Quốc

Giang Tây có núi bao quanh ba mặt, ở phía tây là các dãy núi Mạc Phụ (幕阜山), Cửu Lĩnh (九岭山), và La Tiên (罗霄山); ở phía đông là các dãy núi Hoài Ngọc (怀玉山) và Vũ Di; còn ở phía nam là các dãy núi Cửu Liên (九连山) và Đại Dữu Lĩnh (大庾岭). Phần trung bộ và nam bộ của Giang Tây là các gò đồi và thung lũng nằm rải rác, núi và gò đồi chiếm tới 60% diện tích của tỉnh; trong khi bắc bộ thì bằng phẳng và có cao độ thấp, gọi là đồng bằng hồ Bà Dương. Đỉnh cao nhất Giang Tây là Hoàng Cương Sơn (黄岗山) thuộc dãy núi Vũ Di, trên vùng giáp giới với Phúc Kiến, với cao độ 2.157 mét (7.077 ft).
Sông Cám là sông chính tại Giang Tây, sông dài 991 km và chảy từ nam lên bắc. Sông Cám đổ vào hồ Bà Dương, hồ nước ngọt lớn nhất tại Trung Quốc; nước trong hồ này lại đổ vào Trường Giang, con sông tạo thành ranh giới phía bắc của Giang Tây. Các sông quan trọng khác đổ vào hồ Bà Dương là sông Phủ (抚河, 312 km), sông Tín (信江, 329 km), sông Bà (鄱江) và sông Tu (修水). Các hồ chứa nhân tạo trọng yếu của Giang Tây là hồ chứa Chá Lâm (柘林水库) trên sông Tu ở phía tây bắc và hồ chứa Vạn An (万安水库) ở thượng du sông Cám.
Giang Tây có khí hậu cận nhiệt đới ẩm (Cfa theo phân loại khí hậu Köppen), với mùa đông ngắn, mát và ẩm cùng mùa hè rất nóng và ẩm ướt. Nhiệt độ không khí trung bình là 3 đến 9 °C (37 đến 48 °F) vào tháng 1 và 27 đến 30 °C (81 đến 86 °F) vào tháng 7. Lượng giáng thủy hàng năm là 1.200 đến 1.900 milimét (47 đến 75 in), phần lớn bắt nguồn từ các cơn mưa lớn vào cuối mùa xuân và mùa hè.
Tính đến năm 2007, Giang Tây đã thành lập được 137 khu bảo tồn thiên nhiên, bao gồm 6 khu bảo tồn cấp quốc gia, tổng diện tích là 9.852,3 km², chiếm 5,9% diện tích của tỉnh.

## Các đơn vị hành chính
Xem chi tiết: Danh sách các đơn vị hành chính Giang Tây
Giang Tây được chia ra làm 11 địa cấp thị (11 thành phố):
| Bản đồ          | #             | Tên         | Thủ phủ                 | Chữ Hán Bính âm | Dân số (2010) |
| --------------- | ------------- | ----------- | ----------------------- | --------------- | ------------- |
|                 |               |             |                         |                 |               |
| — Địa cấp thị — |               |             |                         |                 |               |
| 1               | Nam Xương     | Đông Hồ     | 南昌市 Nánchāng Shì     | 5.042.565       |               |
| 2               | Phủ Châu      | Lâm Xuyên   | 抚州市 Fǔzhōu Shì       | 3.912.312       |               |
| 3               | Cám Châu      | Chương Cống | 赣州市 Gànzhōu Shì      | 8.368.440       |               |
| 4               | Cát An        | Cát Châu    | 吉安市 Jí'ān Shì        | 4.810.340       |               |
| 5               | Cảnh Đức Trấn | Châu Sơn    | 景德镇市 Jǐngdézhèn Shì | 1.587.477       |               |
| 6               | Cửu Giang     | Tầm Dương   | 九江市 Jiǔjiāng Shì     | 4.728.763       |               |
| 7               | Bình Hương    | An Nguyên   | 萍乡市 Píngxiāng Shì    | 1.854.510       |               |
| 8               | Thượng Nhiêu  | Tín Châu    | 上饶市 Shàngráo Shì     | 6.579.714       |               |
| 9               | Tân Dư        | Du Thủy     | 新余市 Xīnyú Shì        | 1.138.873       |               |
| 10              | Nghi Xuân     | Viên Châu   | 宜春市 Yíchūn Shì       | 5.419.575       |               |
| 11              | Ưng Đàm       | Nguyệt Hồ   | 鹰潭市 Yīngtán Shì      | 1.124.906       |               |

## Kinh tế

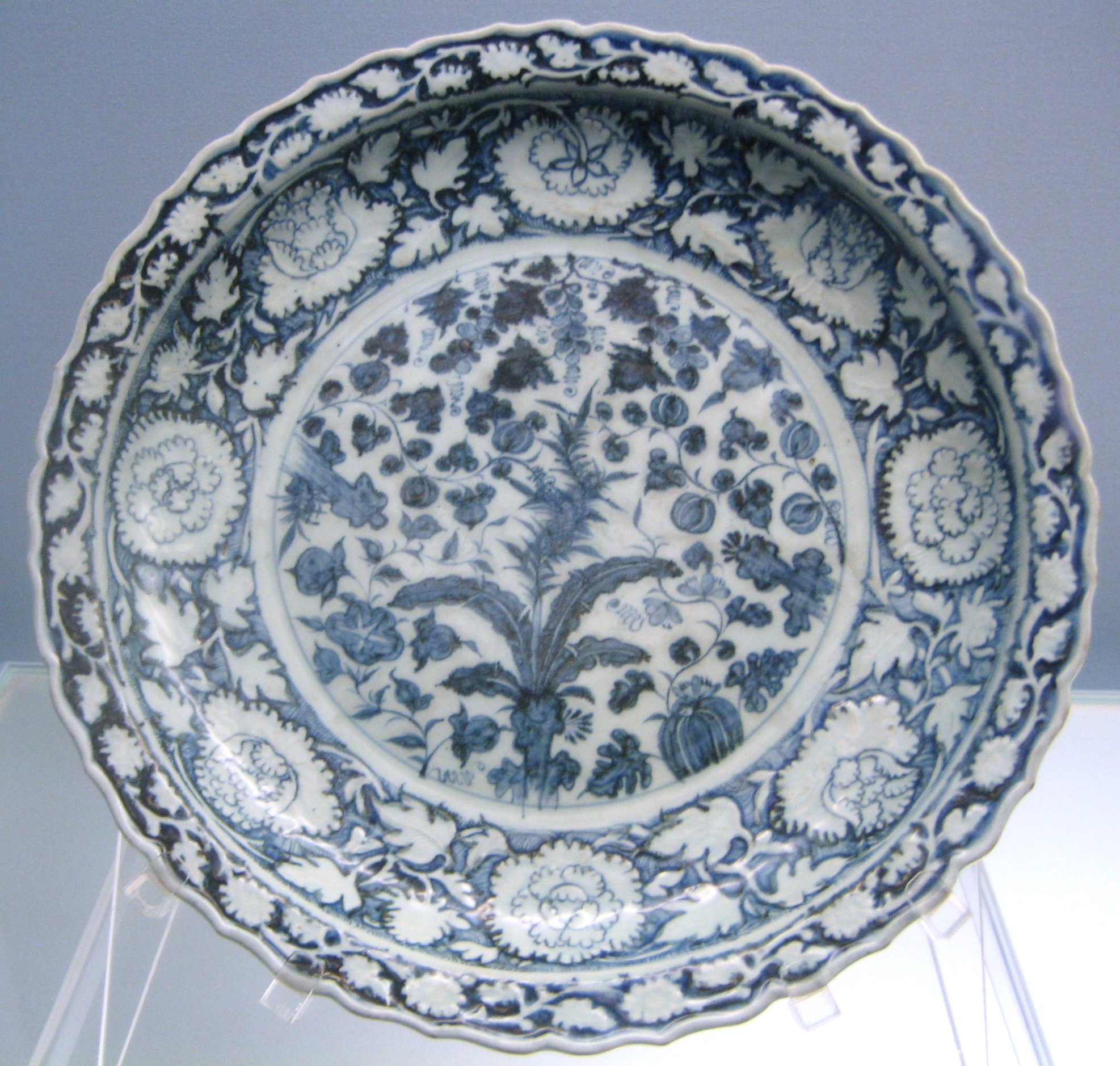
Gốm sứ Cảnh Đức Trấn thời Nguyên

Theo kết quả sơ bộ, năm 2010, tổng GDP của Giang Tây đạt 943,5 tỉ NDT, đứng thứ 19 cả nước, tính theo giá cả thì tăng 14% so với năm trước. Trong đó, khu vực một của nền kinh tế đạt giá trị 106,04 tỉ NDT, tăng trưởng 4,8%, chiếm tỷ trọng 16,4% trong GDP; khu vực hai của nền kinh tế đạt giá trị 341,49 tỉ NDT, tăng trưởng 16,6%, chiếm tỷ trọng 52,7% trong GDP; khu vực ba của nền kinh tế đạt giá trị 200,5 tỉ NDT, tăng trưởng 10,1%, chiếm tỉ trọng 30,9%. Thu nhập bình quân của cư dân đô thị là 15.481 NDT, tăng trưởng 10,4%; thu nhập thuần của nông dân là 5.789 NDT, tăng trưởng 14,1%.
Trong số các tỉnh thị, tốc độ phát triển kinh tế của Giang Tây ở mức trung bình, song tổng giá trị kinh tế thì tương đối nhỏ. Nông nghiệp chiếm một tỷ trọng lớn trong nền kinh tế quốc dân của tỉnh Giang Tây. Trong 29 năm từ 1979-2007, tổng GDP của Giang Tây đã tăng lên 62,86 lần, còn theo giá cả so sánh, tốc độ tăng trưởng GDP bình quân hành năm là 9,4%, thấp hơn mức bình quân 9,8% của cả nước. So với các tỉnh ven biển lân cận là Chiết Giang, Phúc Kiến và Quảng Đông, thì Giang Tây là một tỉnh nghèo.
Lúa là cây trồng chủ đạo tại Giang Tây, các loại cây thường trồng khác là bông và cải dầu, chè, mao trúc, thông sam. Giang Tây dẫn đầu về sản xuất kim quất tại Trung Quốc, đặc biệt là ở huyện Toại Xuyên. Giang Tây giàu tài nguyên khoáng sản, dẫn đầu trong số các tỉnh của Trung Quốc về trữ lượng đồng, wolfram, vàng, bạc, urani, thori, tantali, niobi. Các trung tâm khai mỏ đáng chú ý là Đức Hưng (đồng) và Đại Dư (wolfram). Gốm sứ Cảnh Đức Trấn nổi tiếng toàn quốc.
Đầu thế kỷ XXI, Giang Tây không đạt được tốt độ phát triển kinh tế tốt, là tỉnh nghèo trong những tỉnh cạnh như Chiết Giang, Phúc Kiến, Quảng Đông.

Tỉnh lỵ Nam Xương của Giang Tây. Tại 2018 với 5,4 triệu người, GDP đạt 70 tỷ USD, bình quân 13.000 USD/người. Ảnh chụp năm 2017.

Tuy nhiên tình hình dần thay đổi chóng mặt. Năm 2018, Giang Tây là tỉnh đông thứ mười ba về số dân, đứng thứ mười sáu về kinh tế Trung Quốc với 46,4 triệu dân, tương đương với Tây Ban Nha và GDP đạt 2.198 tỉ NDT (332,2 tỉ USD) tương ứng với Colombia hay Philippines. Đối với kinh tế, nông nghiệp có vị trí ở Giang Tây, khi mà giá trị gia tăng nông nghiệp đạt 30 tỷ USD (tương đương nông nghiệp Việt Nam đạt 32 tỷ USD năm 2018), chiếm tới 8,54% kinh tế Giang Tây năm 2018 (nhưng Nông nghiệp Việt Nam chiếm tới 13,55% năm 2018). Trong nông nghiệp, nổi bật là trồng trọt lúa, bông, cam quất và hạt cải dầu tập hợp công nghệ. Khu nông nghiệp ưu thế nằm ở thị Cát An, với trồng quả Toại Xuyên. Giang Tây là nơi giàu tài nguyên khoáng sản, dẫn đầu các tỉnh của Trung Quốc khai thác đồng, wolfram, vàng, bạc, uranium, thorium, tantalum, niobium, với các trung tâm khai thác đặt ở Đức Hưng (đồng) và Đại Dư (wolfram). Giang Tây có vị trí địa lý nằm cạnh Quảng Đông, Chiết Giang, và Phúc Kiến, ba tỉnh mạnh mẽ về kinh tế vùng ven biển. Một phần nhân lực và vốn đầu tư từ Giang Tây đã được chuyển sang ba tỉnh, khiến Giang Tây gặp nhiều khó khăn. Nhân vụ, lãnh đạo Giang Tây được đưa thử thách về phát triển kinh tế tỉnh. Trong những năm gần đây, đặc biệt là thời kỳ 2019 – 2020, Giang Tây đạt được nhiều thành tích về phát triển, tốc độ tăng trưởng hiện tại vẫn đang tiệm cận 9%, dự đoán GDP bình quân đầu người sẽ đạt 10.000 USD/người, trung bình toàn quốc năm 2019 tại năm 2021.
| 2025 | 2024 | 2023 | 2022 | 2021 | 2020 | 2019 | 2018    | 2017   | 2016   | 2015   | 2014   | 2013   | 2012   | 2011   | 2010   | Năm          |
| ---- | ---- | ---- | ---- | ---- | ---- | ---- | ------- | ------ | ------ | ------ | ------ | ------ | ------ | ------ | ------ | ------------ |
|      |      |      |      |      |      |      | 332,227 | 296,31 | 278,50 | 268,51 | 255,82 | 232,68 | 205,13 | 181,19 | 139,62 | GDP (tỷ USD) |
|      |      |      |      |      |      |      | 8.7     | 8.8    | 9.0    | 9.1    | 9.7    | 10.1   | 11.0   | 12.5   | 14.0   | Tốc độ %     |

## Nhân khẩu
Tôn giáo ở Giang Tây
Tuyệt đại đa số cư dân Giang Tây là người Hán, chiếm trên 99,7% dân số, các phân nhóm Hán chính tại Giang Tây là người Cám và người Khách Gia. Các nhóm thiểu số có số lượng đáng kể là người Hồi, người Xa và người Choang. Hồ Nam và Giang Tây là hai tỉnh mất cân bằng giới tính lớn nhất tại Trung Quốc, theo nghiên cứu của BMJ dựa theo số liệu năm 2005, tỷ lệ bé trai/bé gái trong nhóm tuổi từ 1-4 tại Giang Tây là trên 140/100.
Cư dân Giang Tây chủ yếu nói tiếng Cám, một bộ phận nói tiếng Khách Gia, tiếng Huy, tiếng Ngô và Quan thoại. Tiếng Cám là một trong các phương ngữ lớn, số người sử dụng ước đạt 51 triệu, ngôn ngữ này được nói tại trên 60 huyện thị tại Giang Tây, phạm vi bao trùm Nam Xương, Cảnh Đức Trấn (khu thành thị), Bình Hương, Nghi Xuân, Phủ Châu và Cát An. Tiếng Khách Gia được nói ở Cám Châu.

## Giao thông

### Hàng không
- Sân bay quốc tế Xương Bắc Nam Xương (南昌昌北国际机场)
- Sân bay Hoàng Kim Cám Châu (赣州黄金机场)
- Sân bay Từ Đô Cảnh Đức Trấn (景德镇瓷都机场)
- Sân bay Lư Sơn Cửu Gian (九江庐山机场)
- Sân bay Tĩnh Cương Sơn Cát An (吉安井冈山机场)
- Sân bay Tam Thanh Sơn Thượng Nhiêu (上饶三清山机场)
- Sân bay Minh Nguyệt Sơn Nghi Xuân (宜春明月山机场)

### Đường sắt
- Đường sắt Chiết-Cám (浙赣铁路), từ Hàng Châu (Chiết Giang) đến Chu Châu (Hồ Nam)
- Đường sắt Kinh-Cửu (京九铁路), từ Bắc Kinh đến Hồng Kông
- Đường sắt Vũ-Cửu (武九铁路), từ Vũ Hán (Vũ Hán) đến Cửu Giang
- Đường sắt Đồng-Cửu (铜九铁路), từ Đồng Lăng (An Huy) đến Cửu Giang
- Đường sắt Ưng-Hạ (鹰厦铁路), từ Ưng Đàm đến Hạ Môn (Phúc Kiến)
- Đường sắt Cám-Long (赣龙铁路), từ Cám Châu đến Long Nham (Phúc Kiến)
- Đường sắt Mân-Cám (闽赣铁路), từ Phúc Châu (Phúc Kiến) đến Thượng Nhiêu
- Đường sắt Hoàn-Cám (皖赣铁路), từ Vu Hồ (An Huy) đến Quý Khê
- Đường sắt Phân-Văn (分文铁路), từ huyện Phân Nghi đến huyện Vĩnh Tân
- Đường sắt Hướng-Lạc (向乐铁路), từ huyện Nam Xương đến huyện Lạc An
- Đường sắt Hướng Phủ (向莆铁路), từ huyện Nam Xương đến Phủ Điền (Phúc Kiến)
- Đường sắt Cám-Thiều (赣韶铁路), từ Cám Châu đến Thiều Quan (Quảng Đông)
- Đường sắt Hành-Trà-Cát (衡茶吉铁路), từ Hành Dương (Hồ Nam) đến huyện Cát An
- Đường sắt Xương-Cửu-Thành (昌九城际铁路), tuyến đường sắt cao tốc, từ Nam Xương đến Cửu Giang
- Đường sắt Tây Hoàn Nam Xương (南昌西环铁路), tức đường sắt bao quanh phía Tây Nam Xương
- Đường sắt cao tốc Hợp-Phúc (合福客运专线), từ Hợp Phì (An Huy) đến Phúc Châu (Phúc Kiến), trên đất Giang Tây đi qua vùng đông bắc (Vụ Nguyên, Đức Hưng và Thượng Nhiêu)
- Đường sắt cao tốc Hỗ-Côn (沪昆客运专线), từ Thượng Hải đến Côn Minh (Vân Nam), trên đất Giang Tây đi qua vùng phía bắc (Thượng Nhiêu, Ưng Đàm, Nam Xương, Nghi Xuân, Tân Dư, Bình Hương)

### Đường bộ
Cao tốc liên tỉnh
- G35 Đường cao tốc Tế-Quảng (济广高速公路), từ Tế Nam (Sơn Đông) đến Quảng Châu (Quảng Đông), trên đất Giang Tây đi qua Cảnh Đức Trấn, Thượng Nhiêu, Ưng Đàm, Phủ Châu, Cám Châu
- G45 Đường cao tốc Đại-Quảng (大广高速公路), từ Đại Khánh (Hắc Long Giang) đến Quảng Châu (Quảng Đông), trên đất Giang Tây đi qua Cửu Giang, Nghi Xuân, Tân Dư, Cát An, Cám Châu
- G4511 Đường cao tốc Long-Hà (龙河高速公路), từ huyện Long Nam của Cám Châu đến Hà Nguyên (Quảng Đông), trên đất Giang Tây đi qua hai huyện Long Nam và Định Nam
- G56 Đường cao tốc Hàng-Thụy (杭瑞高速公路), từ Hàng Châu (Chiết Giang) đến Thụy Lệ (Vân Nam), trên đất Giang Tây đi qua Cửu Giang, Cánh Đức Trấn, Vụ Nguyên
- G60 Đường cao tốc Hỗ-Côn (沪昆高速公路), từ Thượng Hải đến Côn Minh (Vân Nam), trên đất Giang Tây đi qua Thượng Nhiêu, Ưng Đàm, Phủ Châu, Nam Xương, Nghi Xuân, Tân Dư, Bình Hương
- G6001 Đường cao tốc Vành đai Nam Xương (南昌绕城高速)
- G70 Đường cao tốc Phúc-Ngân (福银高速公路), từ Ngân Xuyên (Ninh Hạ) đến Phúc Châu (Phúc Kiến), trên đất Giang Tây đi qua Cửu Giang, Nam Dương, Phủ Châu
- G72 Đường cao tốc Tuyền-Nam (泉南高速公路), từ Tuyền Châu (Phúc Kiến) đến Nam Ninh (Quảng Tây), trên đất Giang Tây đi qua Phủ Châu, Cát An, Bình Hương
- G76 Đường cao tốc Hạ-Dong (厦蓉高速公路), từ Hạ Môn (Phúc Kiến) đến Thành Đô (Tứ Xuyên), trên đất Giang Tây đi qua Cám Châu (Thụy Kim, Vu Đô, Cám huyện, Chương Cống, Thượng Do và Sùng Nghĩa)

Quốc lộ
- G105 Quốc lộ 105, từ Bắc Kinh đến Chu Hải (Quảng Đông), trên đất Giang Tây đi qua Cửu Giang, Nam Xương, Nghi Xuân, Cát An, Cám Châu
- G206 Quốc lộ 206, từ Yên Đài (Sơn Đông) đến Sán Đầu (Quảng Đông), trên đất Giang Tây đi qua Cảnh Đức Trấn, Thượng Nhiêu, Ưng Đàm, Phủ Châu, Cám Châu
- G316 Quốc lộ 316, từ Phúc Châu (Phúc Kiến) đến Lan Châu (Cam Túc). Trên đất Giang Tây đi qua Cửu Giang, Nam Xương, Phủ Châu
- G319 Quốc lộ 319, từ Hạ Môn (Phúc Kiến) đến Thành Đô (Tứ Xuyên), trên đất Giang Tây đi qua Cám Châu, Cát An, Bình Hương
- G320 Quốc lộ 320, từ Thượng Hải đến Thụy Lệ (Vân Nam) trên đất Giang Tây đi qua Thượng Nhiêu, Ưng Đàm, Phủ Châu, Nam Xương, Nghi Xuân, Bình Hương
- G323 Quốc lộ 323, từ Thụy Kim của Cám Châu đến Lâm Thương (Vân Nam. Tại Giang Tô chỉ đi qua Cám Châu (Thụy Kim, Vu Đô, Cám huyện, Chương Cống, Nam Khang, Đại Dư)

### Đường thủy
Cửu Giang là một cảng sông nội địa trọng yếu, có cả các tuyến chiều dọc nội tỉnh theo sông Cám và sông Tín, có các tuyến liên tỉnh chiều ngang theo Trường Giang và sông Xương Giang (một phân lưu của Trường Giang), toàn tỉnh có 4.937 km đường thủy có thể thông hành. Nam Xương và Thượng Nhiêu cũng có các cảng sông lớn, phục vụ cả việc chuyên chở hàng hóa lẫn hành khách.

## Giáo dục
| - Đại học Nam Xương (南昌大学) - Đại học Nông nghiệp Giang Tây (江西农业大学) - Đại học Sư phạm Giang Tây (江西师范大学) - Đại học Tài chính-Kinh tế Giang Tây (江西财经大学) - Đại học Hàng không Nam Xương (南昌航空大学) - Đại học Giao thông Hoa Đông (华东交通大学) - Học viện Công trình Giang Tây (南昌工程学院) - Học viện Trung Y Giang Tây (江西中医学院) - Đại học Sư phạm Khoa học-Kỹ thuật Giang Tây (江西科技师范大学) - Học viện Giáo dục Giang Tây (江西教育学院) - Đại học Khoa học-Công nghệ Giang Tây (江西理工大学) - Học viện Y Cám Nam (赣南医学院) | - Học viện Sư phạm Cám Nam (赣南师范学院) - Đại học Khoa học-Công nghệ Đông Hoa (东华理工大学) - Đại học Tĩnh Cương Sơn (井冈山大学) - Học viện Cửu Giang (九江学院) - Học viện Tân Dư (新余学院) - Học viện Nghi Xuân (宜春学院) - Học viện Gốm sứ Cảnh Đức Trấn (景德镇陶瓷学院) - Học viện Sư phạm Thượng Nhiêu (上饶师范学院) - Học viện Khoa học-Kỹ thuật Giang Tây (江西科技学院), dân lập - Học viện Khoa học-Công nghệ Nam Xương (南昌理工学院), dân lập - Học viện Trang phục Giang Tây (江西服装学院), dân lập |